# Champion (ópera)
Champion (título original en inglés, en español Campeón) es la primera ópera en Jazz con música del compositor Terence Blanchard y libreto en inglés del dramaturgo Michael Cristofer. Se estrenó el 15 de junio de 2013 en el teatro de la ópera de San Luis.
Trata de la vida y la época del campeón del peso wélter Emile Griffith.

## Personajes

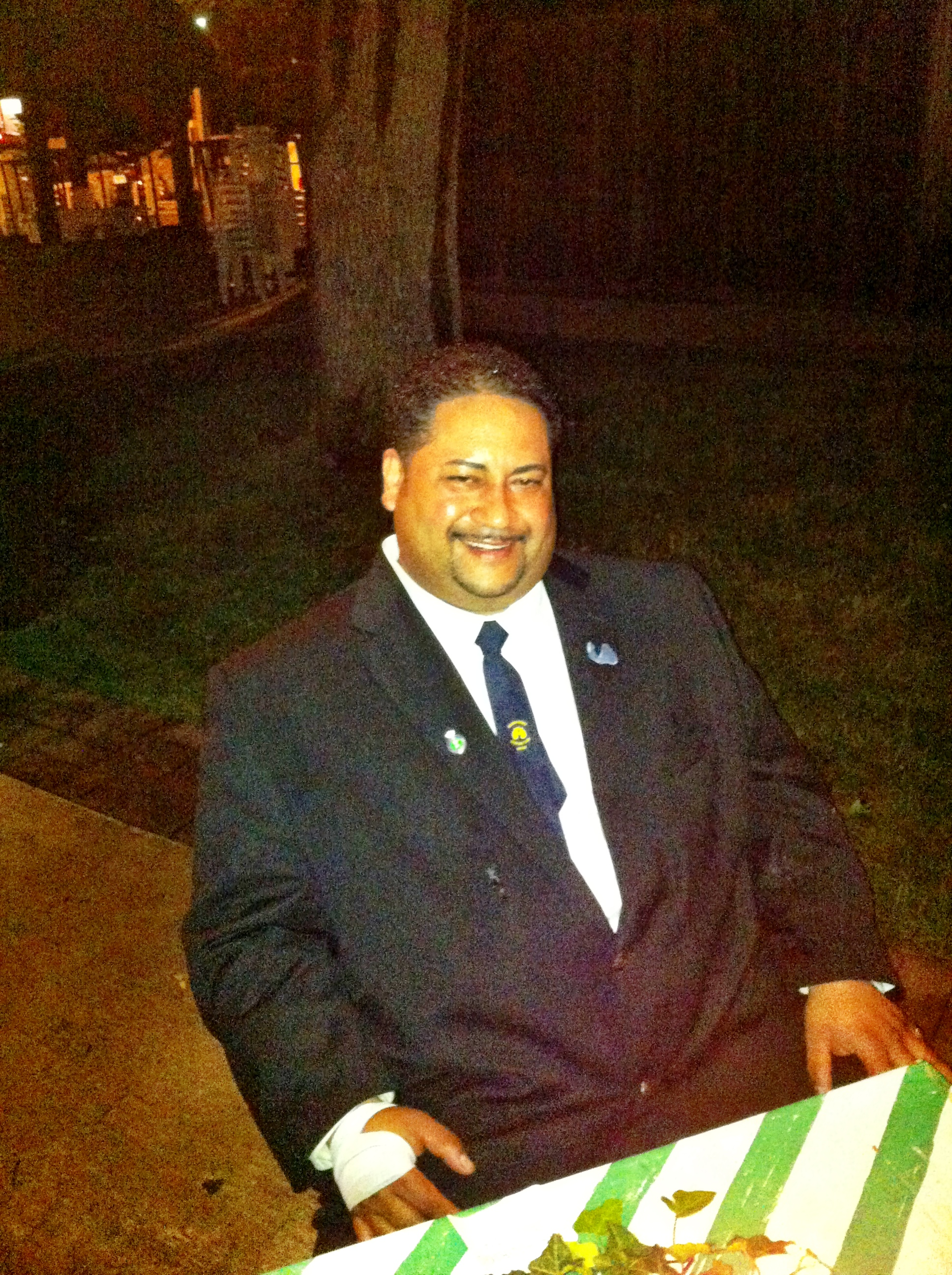
Luis Rodrigo Griffith en la fiesta posterior al estreno mundial de Champion el 15 de junio de 2013.

| Personaje | Tesitura      | Reparto del estreno, 15 de junio de 2013 (Director: George Manahan) |
| --- | ------------- | ------------------------------------------------------------------- |
| Emile Griffith | bajo          | Arthur Woodley                                                      |
| Joven Emile Griffith                                                                                              | bajo-barítono | Aubrey Allicock                                                     |
| Emelda Griffith, madre de Emile                                                                                   | mezzo-soprano | Denyce Graves                                                       |
| Howie Albert, entrenador de Emile                                                                                 | barítono      | Robert Orth                                                         |
| Kathy Hagan, propietaria de un bar                                                                                | mezzo-soprano | Meredith Arwady                                                     |
| Benny 'Kid' Paret/Benny Paret Jr, un boxeador/su hijo                                                             | tenor         | Victor Ryan Robertson                                               |
| Luis Rodrigo Griffith, hijo adoptivo de Emile y su cuidador                                                       | tenor         | Brain Arreola                                                       |
| Sadie Donastrog Griffith/Prima Blanche                                                                            | soprano       | Chabrelle Williams                                                  |
| Pequeño Emile, Emile de niño pequeño                                                                              | niño soprano  | Jordan Jones                                                        |
| Ring Announcer | tenor         | Christopher Hutchinson                                              |
| Coro de reporteros, fotógrafos, sombrereros, hombres en el gimnasio, personas que desfilan caribeños, Drag queens |               |                                                                     |